# IBM Workplace
IBM Workplace ist eine Office-Software für Firmennetzwerke, vergleichbar mit dem SUN ONE Webtop.
Alle Marketingaktivitäten für das Produkt wurden vom Hersteller IBM am 11. Dezember 2007 eingestellt. Einige Teile des Codes wurden in die IBM-Produkte „IBM Lotus QuickR“, „IBM Lotus Connections“ und andere aufgenommen.
Die „Productivity Tools“ von IBM Workplace basieren auf dem Quelltext von OpenOffice.org Version 1.0. Der Code wurde dabei grundlegend umgeschrieben und nutzt nun Teile des Eclipse-Frameworks.
IBM Workplace ist im Gegensatz zu OpenOffice.org keine freie Software. Laut IBM ist es nicht möglich, den weiterentwickelten Code an das OpenOffice.org-Projekt zurückzugeben, da er sich technisch zu sehr von der ursprünglichen Codebasis unterscheidet.
Die Nutzung des OpenOffice.org-Codes ohne Veröffentlichung der Weiterentwicklungen ist möglich, da IBM den Code auf Basis der SISSL-Lizenz von SUN nutzt. Diese zwingt IBM allerdings zur Kompatibilität mit einigen Kerntechnologien von OpenOffice.org; unter anderem dem XML-Dateiformat, aus dem das OpenDocument-Format entstand. Dieser Standard wird nun ab Version 2.5 auch von IBM Workplace genutzt.
Seit Anfang 2005 sind einige IBM-Workplace-Entwickler Mitglieder des Technischen Komitees, das für die Entwicklung und Standardisierung des OpenDocument-Formats verantwortlich ist (OASIS).